# 香港興業

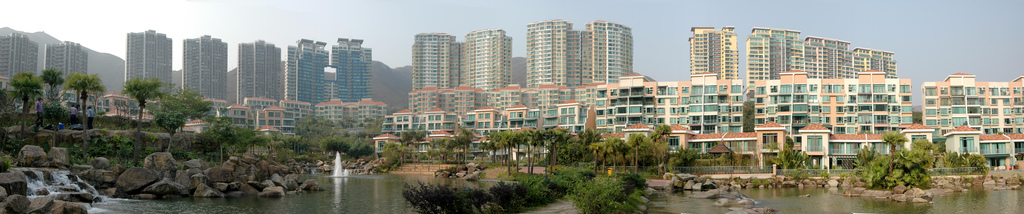
愉景灣

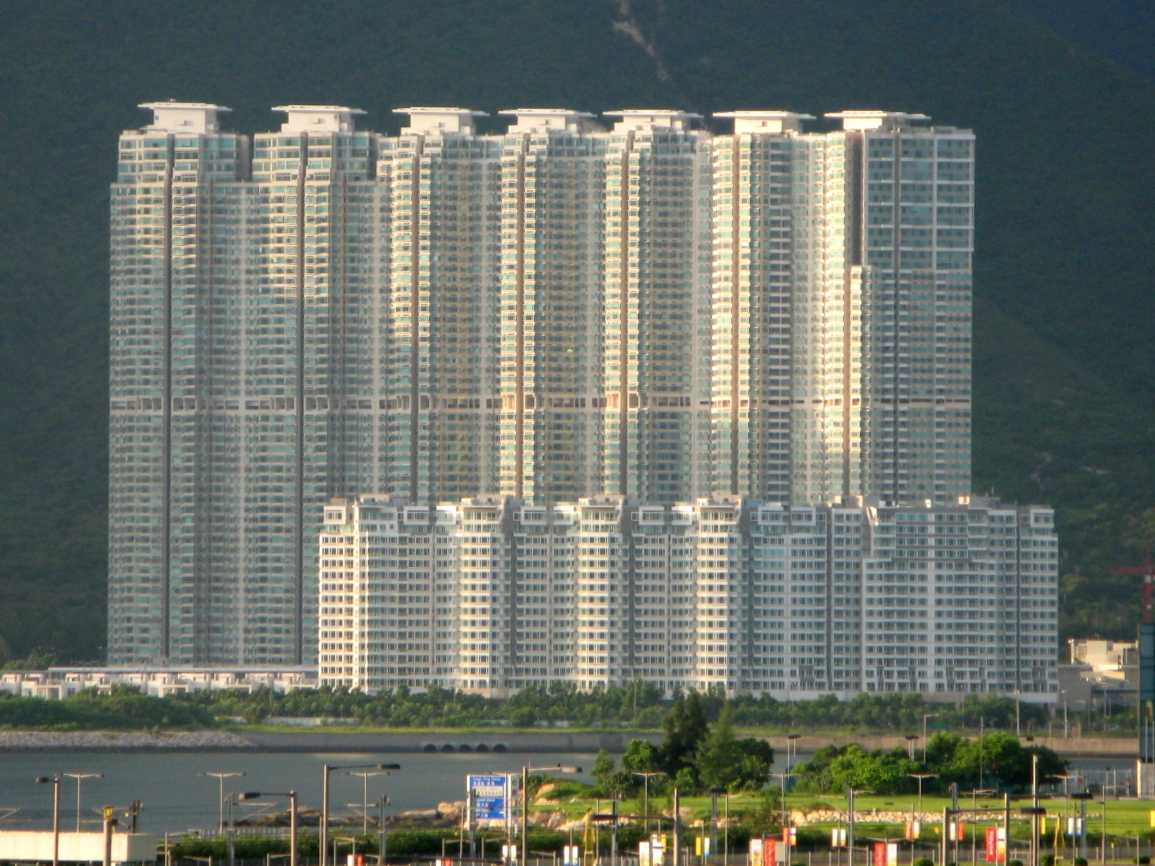
藍天海岸

香港興業國際集團有限公司（英文：HKR International Limited）（港交所：480）是一家位於香港特別行政區的上市公司，公司在開曼群島註冊。公司最早可溯源至1973年成立由王永祥成立的香港興業有限公司。1977年，查濟民購入擁有香港大嶼山愉景灣的香港興業有限公司，開始發展地產業務。經過重組後，香港興業國際集團有限公司正式於1989年成立，並於1989年5月在香港聯合交易所上市。香港興業國際亦是恆生環球綜合指數、恆生綜合指數及恆生可持續發展企業基準指數成份股之一。除香港外，於中國內地、亞洲多個國家亦有業務，涵蓋房地產、物業管理、建築、酒店營運、服務式住宅、醫療保健等。

前標誌

## 主要發展

### 地產發展
地產發展及投資是香港興業國際的主要業務，主要營業地點包括香港、中國內地、泰國和日本等。愉景灣是香港興業國際於香港的主要發展項目，現時約有8,000戶居住，人口約有20,000人。

#### 香港
愉景灣佔地650公頃（650萬平方米），區內有不少設施，如高爾夫球場、遊艇會、人造沙灘、住客會所、購物商場、涵蓋幼兒、小學、中學的教育配套和交通運輸系統（當中包括渡輪和巴士服務、愉景灣隧道等）。
除愉景灣外，其他發展項目包括位於大埔的住宅項目林海山城、沙田九肚的住宅項目尚珩、屯門的住宅項目䨇寓、東涌的藍天海岸，以及荃灣的愉景新城等，已發展的總樓面面積達150多萬平方米。
商業物業則有荃灣的中染大廈（當中包括寫字樓及名為8咪半的購物中心）。另外，亦擁有愉景灣的愉景廣場、愉景北商場、長沙灣西港都會中心和土瓜灣 聯合報大廈。

#### 中國內地
該公司在中國內地的上海市、浙江省和天津市經營房地產業務。上海市的商業物業包括和太古地產合資興建和營運的興業太古滙，總樓面面績約32萬平方米，包括一個購物商場、兩幢甲級寫字樓、兩間酒店、一間酒店式公寓、另有一座經復修的歐式歷史建築，名為查公館。
興業太古滙位於中國上海浦西靜安區，鄰近多條主要幹道，緊接上海地鐵三條線。商場主要租戶有星巴克首家亞洲咖啡烘焙工坊及臻選品鑒館、CitySuper等。商場內有超過40家餐廳，如蘇浙滙旗下的上海總會、巴黎集團的巴黎白烤肉餐廳等等。
香港興業國際亦於浙江嘉興市開發住宅項目，包括提供約600個單位的御緹灣、毗鄰的璟頤灣、位於經開區的家逸園、城南區的畔月灣及南湖新區的星逸園。另外在杭州發展了一個名為耦園及耦賢里的住宅項目，在上海亦有名為中山學林苑的住宅大廈及位於松江區的興雲間住宅項目。
該公司擁有天津市津匯廣場的權益。該物業包含了兩座甲級寫字樓、一間五星級酒店和一座名為天津和平大悅城的購物中心，總樓面面積超過152,000平方米。

#### 泰國
The Sukhothai Residences位於曼谷金融使館區，提供196個單位。此外，該公司2010年買入一幅位於Wireless Road的土地和在2015年12月買入毗鄰湄南河，位於Rama 3 Road的10幅地塊。

#### 日本
該公司的項目主要集中在東京，包括六本木的Proud Roppongi, 赤坂區的Horizon Place Akasaka, 涉谷區的Souei Park Harajuku, 港區的Veneo Minami-Azabu和Haluwa Shibakoen，以及位於新宿的Graphio Nishi-Shinjuku寫字樓。除東京外，亦持有一幅位於北海道二世谷、毗鄰Niseko Annupuri滑雪場的住宅用地，作為土地儲備之用。

### 酒店業務

#### 香港
香港愉景灣酒店於2013年開業。酒店設有各式各樣的休閒設施及宴會和會議場地、海濱禮堂等等。當中的海濱禮堂樓高16米，設有落地玻璃窗、擁有海景，可容納100人，可作舉行婚禮之用。

#### 泰國
1991年開業的曼谷素可泰酒店（The Sukhothai Bangkok）位於曼谷中心地帶，是Design Hotels的成員之一。提供泰式時尚摩登體驗，並獲得不少地區和世界旅遊獎項。

#### 中國內地
上海方面，上海素凱泰酒店是該集團的第三家酒店，預計於2018年4月開業。酒店位於上海浦西靜安區興業太古匯內，由如恩設計研究室（Neri & Hu）設計，內有201間客房和套房、五間餐廳和酒吧，當中包括義大利餐廳 La Scala。